# Weser
La Weser (pronuncia tedesca /ˈveːzɐ/, Visurgis in latino, die Weser in tedesco) è un importante fiume della Germania nord-occidentale che nasce dall'unione presso Hann. Münden, in Bassa Sassonia, dei fiumi Fulda, passante per l'omonima città dell'Assia, e Werra. La coppia Weser/Fulda è lunga in totale 650 km, mentre quella Weser/Werra 750. La Weser è il più lungo fiume interamente compreso nel territorio tedesco.
L'alta parte del fiume attraversa la regione montuosa e turistica Weserbergland. Lo sbocco della valle si chiama Porta Westfalica. Là il fiume entra nella pianura del nord del paese, dove per parte della sua sezione scorre canalizzato ed è sfruttato come via di trasporto e come fonte di energia idroelettrica. Negli ultimi 90 chilometri, fino allo sbocco in mare, attraversa le città portuali di Brema, Nordenham e Bremerhaven. Eccetto qualche centro industriale, la regione è rurale con scarsa densità abitativa. La pianura è caratterizzata da terreni umidi bonificati e morene sabbiose coperte da una mistura di boschi e campi. La seconda parte della Weser, fra Brema e il mare, ha correnti a senso alterno a causa delle maree: verso terra con l'alta marea e verso il mare con la bassa marea. In questa stessa parte bassa sorgono due isole: Harriersand e Strohauser Plate.

## Principali affluenti primari e secondari
L'affluente più grande della Weser è l'Aller.
Regole della lista degli affluenti:
- Ordinati dalla foce verso la sorgente
- Distanze ("km …") del limite idrografico al mare
  - "II", "III"e "IV" significano distanze dalle foci degli affluenti secondari e terziari della foce nella Weser, etc.
- Lunghezze e bacini sono scritti dopo i nomi.
- Lunghezze con affluenti più lunghi sono scritti dopo "/", lunghezze con un alto corso di nome differente dopo "o".

Lista:

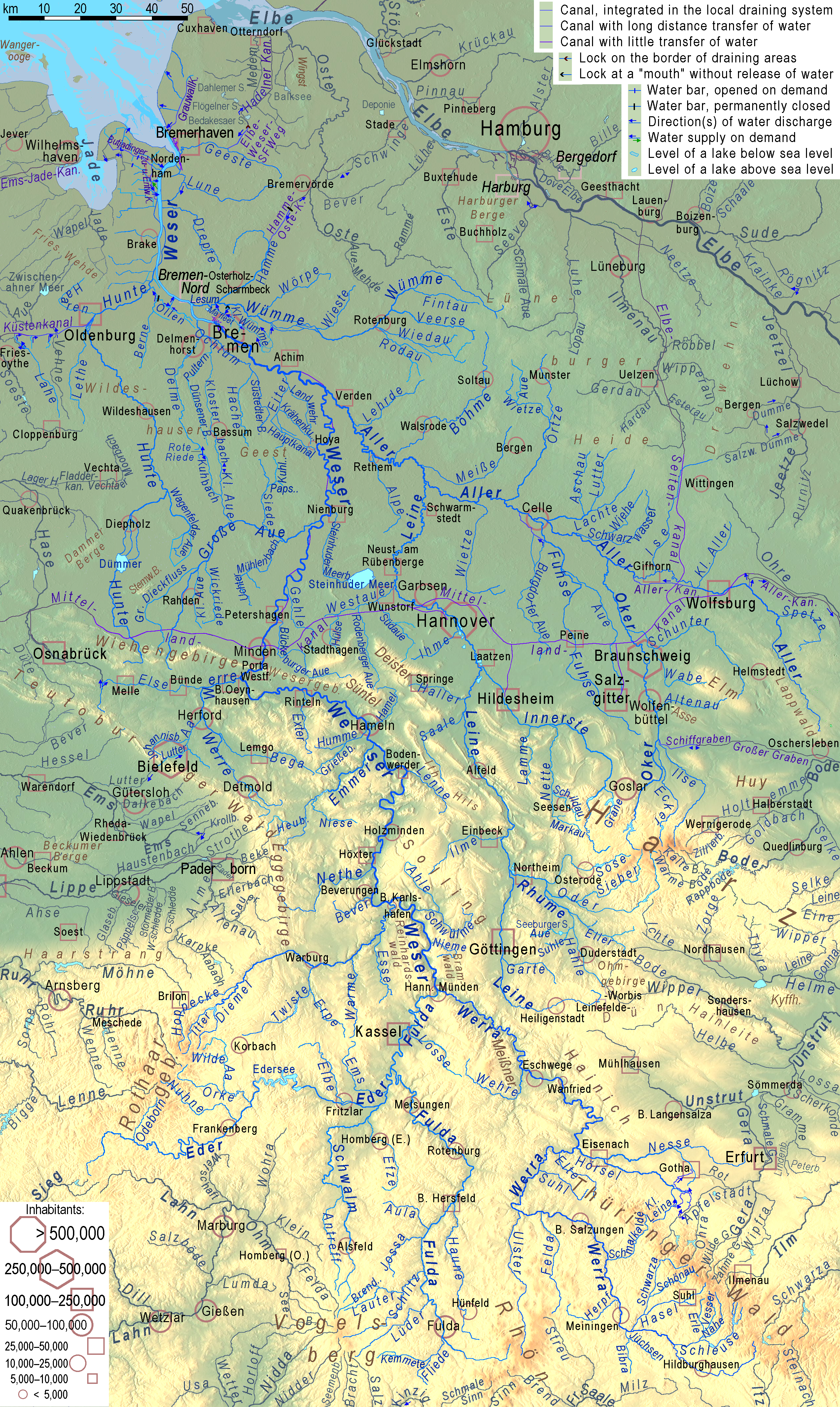
azzurro: Weser e i suoi affluenti / grigio: altri fiumi

- km 19, destra: Geeste (in Bremerhaven), 42,5 km, 338 km²
- km 33, destra: Lune, 43 km, 383 km²
- km 35,9, destra: Drepte, 37,6 km, 101 km²
- km 52,8, sinistra: Hunte, 189 km, 2,785 km²
  - II: km 125,7: lago Dümmer
- km 67,6, destra: Lesum, 9,9 o 131,5, 2,188 km²
  - II: km 9,9, destra: Hamme, 48,5 km, 549 km²
  - ↑ alto corso principale: Wümme, 118 / 120, 1,585 km²
- km 72,5, sinistra: Ochtum, 25,6 o 45 km, 917 km²
  - II: km 25,6: sinistra Hache, 33 km, 118 km²
- km 125,6, destra: Aller, 260 km, 15,744 km² 
  - II: km 63,6, sinistra: Leine, 278 km, 5,617 km², più forte che l'Aller superiore della foce
    - III: km 112,7, destra: Innerste, 99,7 km, 1,264 km²
    - III: km 192,8, destra: Rhume, 44 km, 1,193 km², più forte che la Leine di sopra
    - IV: km 15,6, destra: l'Oder del Harz, 56 km, 385 km², sorgente del corso più forte del sistema dell'Aller

  - II: km 97,3, destra: Örtze, 62 / 70 km, 760 km²
  - II: km 140,7, sinistra: Oker, 218 km, 1822 km², più forte che l'Aller di sopra
- km 184,6, destra: Steinhuder Meerbach (Rio del Lago di Steinhude)
  - ↑ km II: 29 Lago di Steinhude
- km 188,7, sinistra: Große Aue, 84,5 km, 1,522 km²
- km 261,3, sinistra: Werre, 71,9 km, 1485 km²
  - II: km 12,7, sinistra: Else, 34,6 km, 416 km², diramazione de l'Hase, un affluente dell'Ems
- km 287,7, sinistra: Exter, 26,1 km, 109 km²
- km 323,3, sinistra: Emmer, 61,8 km, 535 km²
- km 387,5, sinistra: Nethe, 50,4 km, 460 km²
- km 406,5, sinistra: Diemel, 110,5 km, 1,762 km²
- km 451,5, sinistra: Fulda, 220,4 km, 6,947 km²

II: km 45,3, sinistra: Eder, 176,1 km, 3,361 km², sorgente del corso più forte del sistema della Weser 
III: km 17,1, sinistra: Schwalm, 97,1 km, 1,299 km²
↑ III: km 49,4–70,5: Edersee (Lago dell'Eder), un bacino artificiale
II: 120,1, destra: Haune, 66,5 km, 500 km²
- ↑ alto corso principale sopra km 451,5: Werra, 299,6 km, 5,497 km²
- km 566,5, destra: Hörsel, 55,2 o 64,3, 784 km²
  - km 9,8, destra: Nesse, 54,5 km, 426 km²
- km 513,1, sinistra: Ulster, 57,2 km, 421 km²
- km 604,4, destra: Schleuse, 34,2 km, 283 km²

## Comuni attraversati
Le città maggiori che il fiume attraversa dopo la confluenza dei due corsi d'acqua che lo formano sono:
- Hann. Münden
- Bad Karlshafen
- Beverungen
- Höxter
- Holzminden
- Bodenwerder
- Hamelin
- Hessisch-Oldendorf
- Rinteln
- Vlotho
- Bad Oeynhausen
- Porta Westfalica
- Minden
- Petershagen
- Nienburg
- Achim
- Brema
- Brake
- Nordenham
- Bremerhaven

## Galleria d'immagini

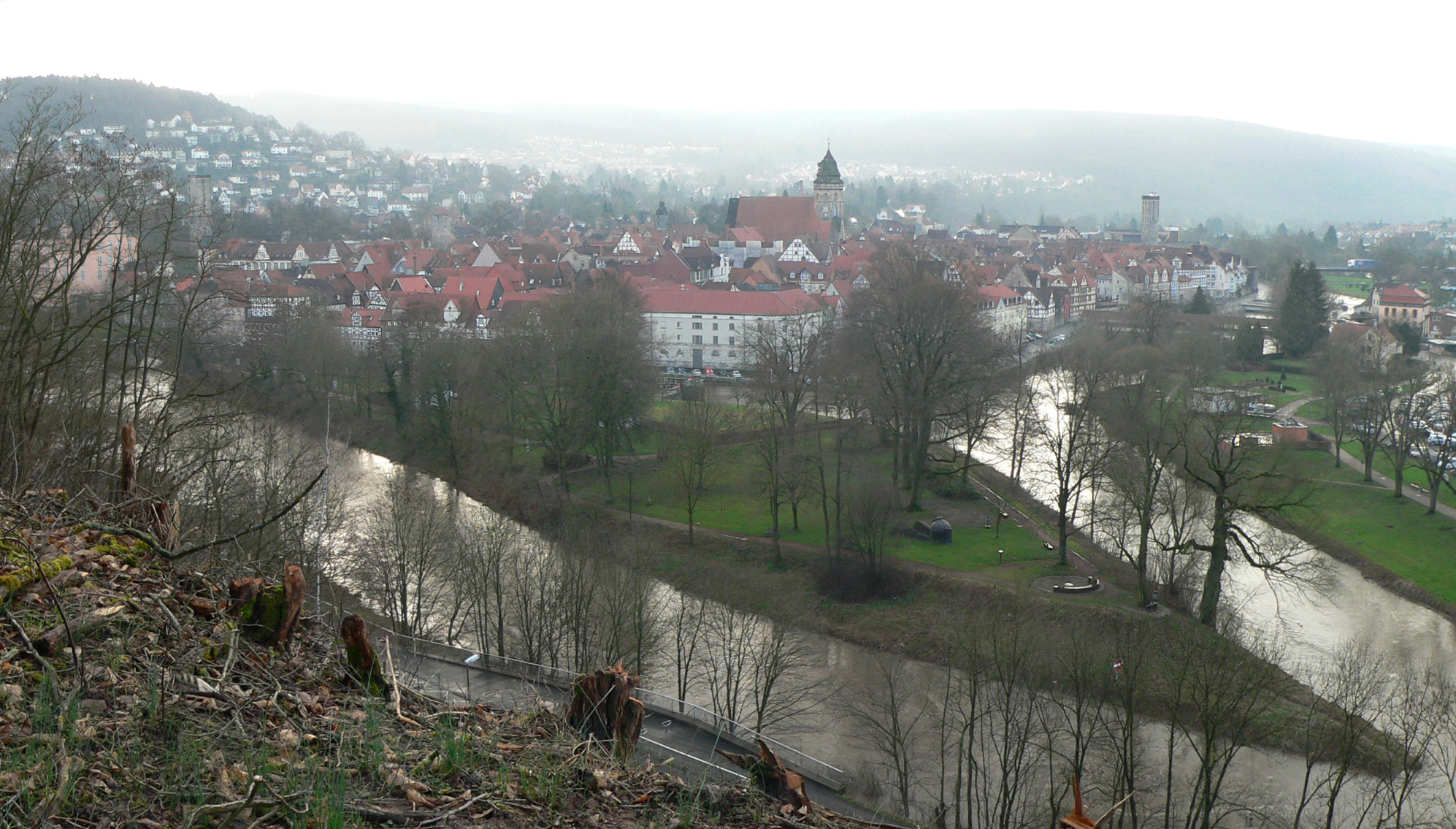
La Werra a sinistra e la Fulda a destra in Hann. Münden
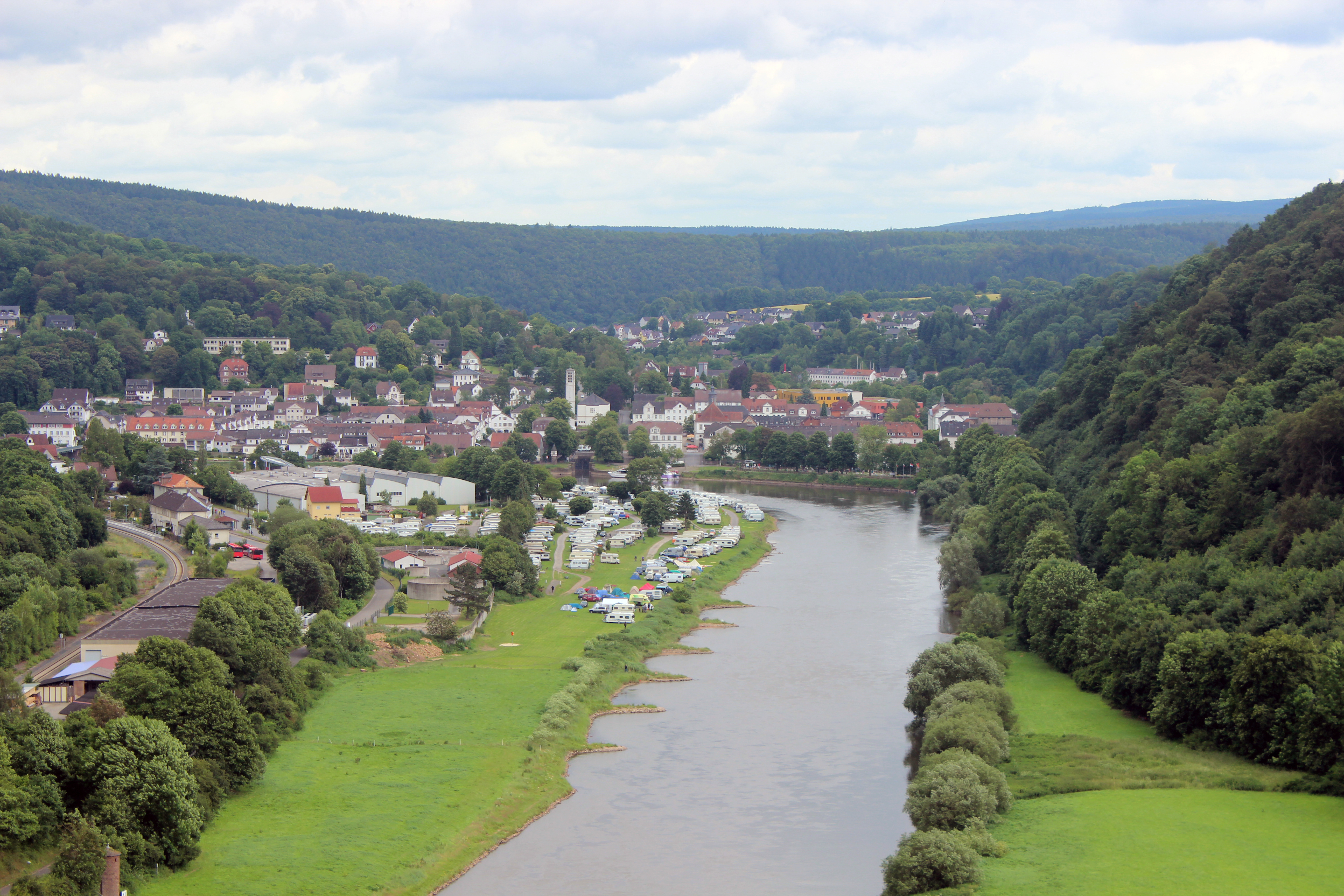
Valle della Weser presso Bad Karlshafen
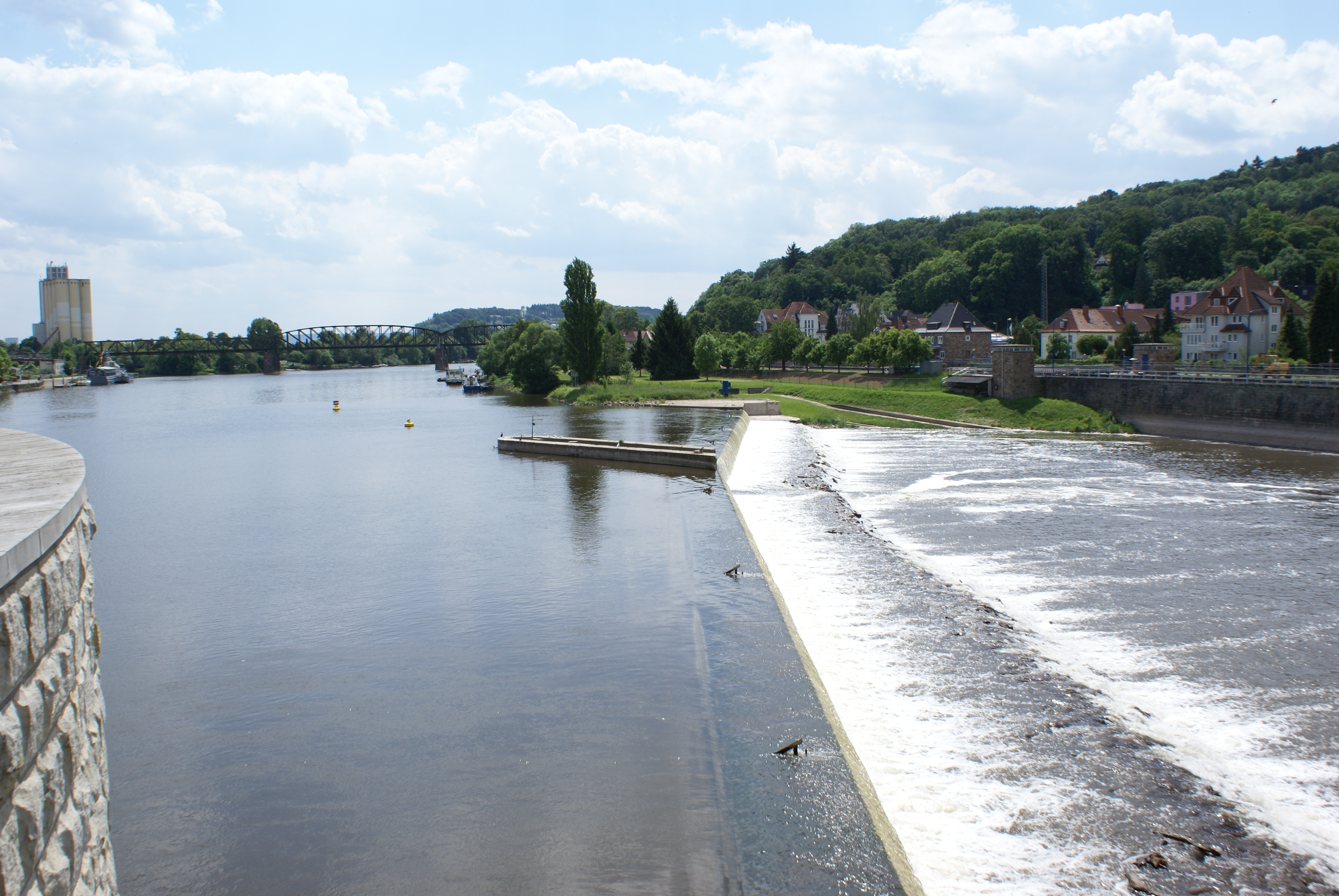
Briglia di Hamelin
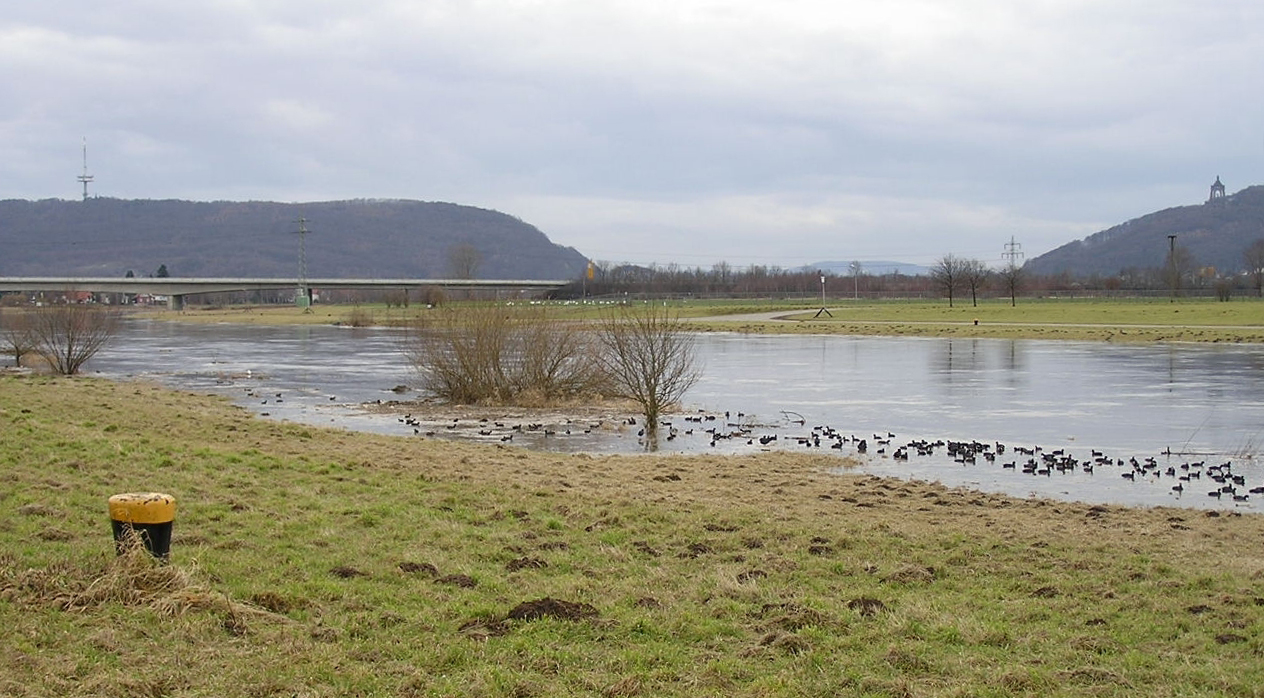
La gola di Porta Westfalica
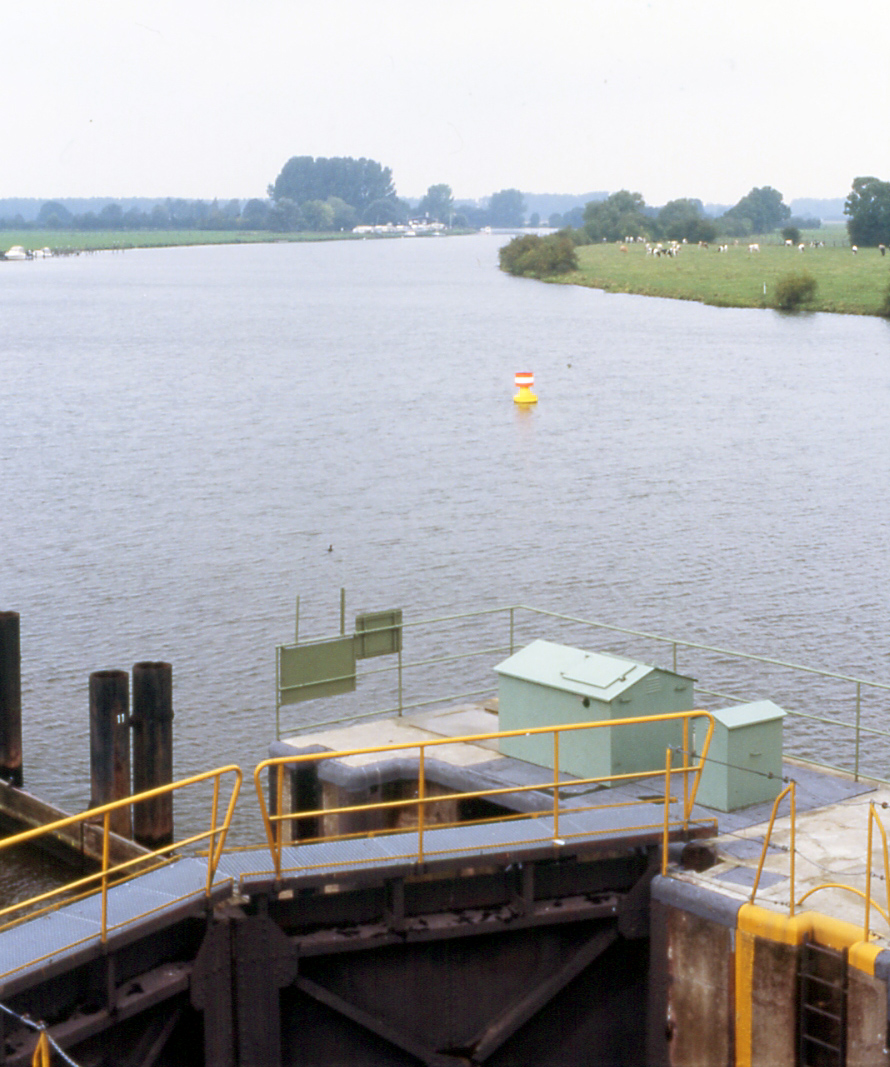
Chiusa della mezza sezione della Weser nel piano settentrionale
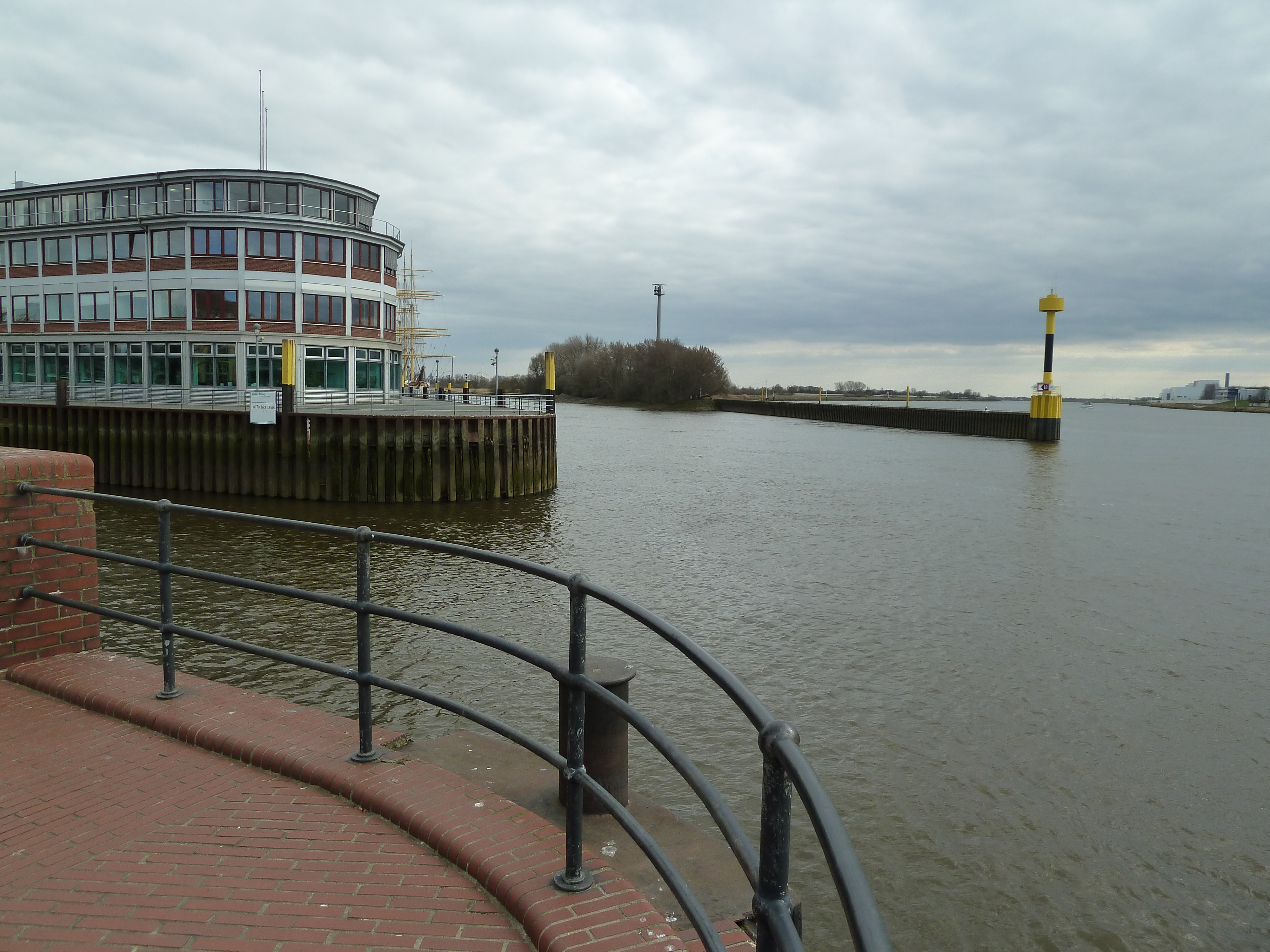
Brema-Vegesack: Uscita del porto, uscita della Lesum e della Weser
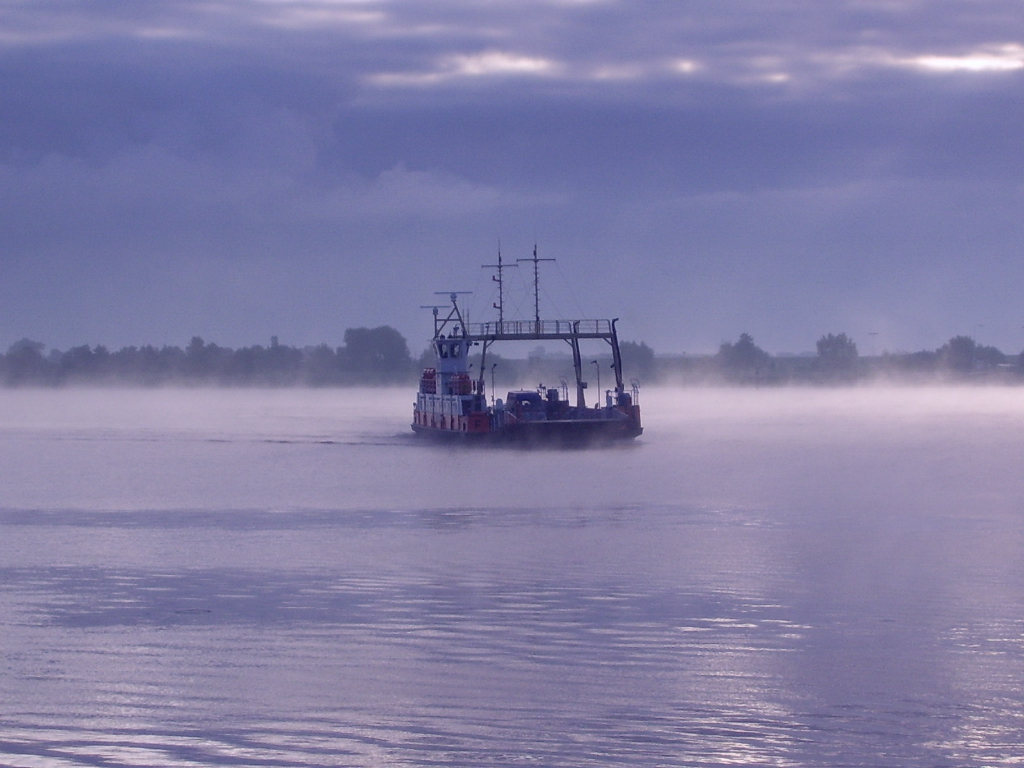
Traghetto tra Brake e Sandstedt sulla Weser Basso
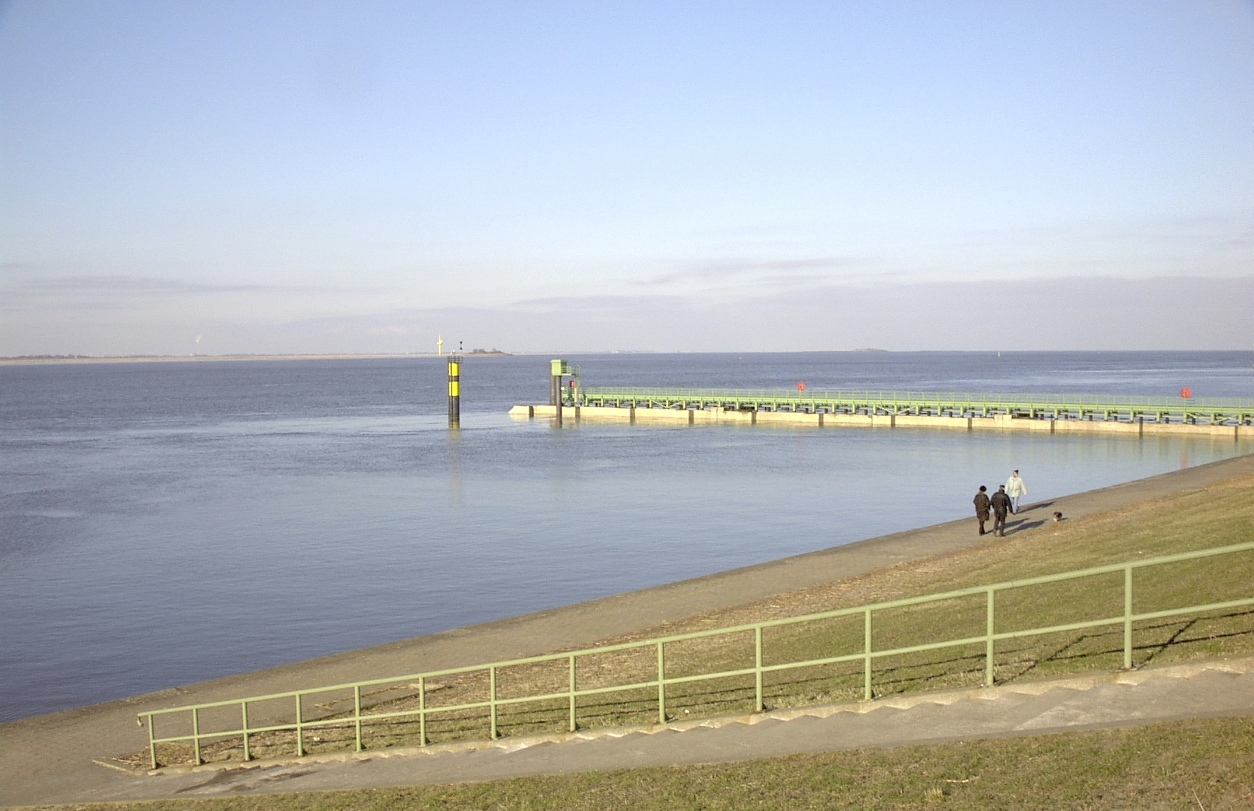
La foce presso Bremerhaven – il limite idrografico è a 18 km nel mare.